# Toyota Quantum
Der Toyota Quantum ist ein Kleinbus der japanischen Automobilmarke Toyota. Entwickelt wurde dieser von Toyota Südafrika und basiert auf den technischen Plänen des Toyota Hiace. 2002 wurde das Modell in Südafrika eingeführt und erfreute sich dort für eine kurze Zeit bei Reiseunternehmen großer Beliebtheit. Mit der Einführung des neueren Ses'fikile musste der Quantum den 1. Platz der meistverkauften Vans in Südafrika räumen und fiel auf den vierten Platz zurück.
Der Quantum ist im Gegensatz zu seinem neuen Bruder auch als 10-Sitzer und Panel-Van erhältlich. Außerdem ist er wie der Ses'fikile als 14-Sitzer zu haben, wovon jedoch lediglich zehn Sitze fest eingebaut sind, die durch vier Notsitze ergänzt werden. Dafür bietet der Quantum einen großen Kofferraum, der es ermöglicht, große Mengen an Gepäck zu transportieren. Das Leergewicht der Wagen wird mit 1665–1930 kg angegeben.
Zur Standardausstattung gehören beim Quantum Wegfahrsperre, ToyotaCare Microdot System, Klimaanlage, Zentralverriegelung, Bremsassistent, Antiblockiersystem, Sicherheitsgurte, Fahrer- und Beifahrerairbags, Radio mit CD-Spieler und verdunkelte Seitenscheiben im Passagierabteil.
Zur Motorisierung des Quantum stehen zwei Motoren zur Auswahl. Zum einen gibt es einen 2TR-FE-Ottomotor mit einem Hubraum von 2,7 Litern und einer Leistung von 111 kW. Und zum zweiten gibt es einen 2,5-Liter-Motor mit D-4D-Technologie. Dieser bietet eine Leistung von 89 kW.
Die Neuwagenpreise des Quantum beginnen bei 437.000R und enden bei 467.000 R.